# Bennie Blades
Horatio Benedict „Bennie“ Blades Sr. (* 3. September 1966 in Fort Lauderdale, Florida) ist ein ehemaliger US-amerikanischer American-Football-Spieler auf Position des Safties. Er spielte neun Jahre für die Detroit Lions in der National Football League (NFL). Außerdem spielte er vor seinem Karriereende noch ein Jahr für die Seattle Seahawks.

## Frühe Jahre
Blades ging in Sunrise, Florida, auf die Highschool. Später spielte er College Football für die University of Florida. Hier bekam er den Jim Thorpe Award 1987.

## NFL
Blades wurde im NFL-Draft 1988 in der ersten Runde an dritter Stelle von den Detroit Lions ausgewählt. Er gehörte sofort zum Stammpersonal der Lions. In seiner ersten Saison fing er zwei Interceptions. Nach der Saison 1991 wurde er in den Pro Bowl gewählt. Zur Saison 1997 wechselte er zu den Seattle Seahawks und beendete dort nach einem Jahr seine Karriere.

## Persönliches
Blades Neffe Horatio Benedict Blades Jr., spielte von 2007 bis 2010 für die Washington Redskins als Linebacker in der NFL.
Sein Bruder Al Blades (1977–2003) spielte von 1996 bis 2000 College Football für die University of Miami und stand zwei Jahre bei den San Francisco 49ers unter Vertrag.
Sein älterer Bruder Brian Blades spielte elf Jahre für die Seattle Seahawks als Wide Receiver in der NFL.